# Diesel
Diesel S.p.A. је италијански бренд одеће са седиштем у Бреганцу. Продаје тексас и другу одећу, обућу и модне додатке.